# Эдлунд, Улле
Улле Маттиас Спенсер Эдлунд (швед. Olle Mattias Spencer Edlund; род. 29 апреля 2000) — шведский футболист, полузащитник «Варберга».

## Клубная карьера
Начал заниматься футболом в клубе «Вертан», после чего по пять лет провёл в «Юргордене» и «Броммапойкарне», прежде чем присоединился к «Хаммарбю». В составе юношеской команды клуба выиграл золото национального первенства. В апреле 2017 года впервые попал в заявку основной команды на матч чемпионата Швеции с «Сундсваллем», но на поле не появился. Осенью того же года вместе с юношеской командой принимал участие в юношеской лиге УЕФА, приняв участие в двух матчах с «Аяксом». Летом 2018 года подписал с клубом первый профессиональный контракт.
Перед сезоном 2019 года на правах аренды перешёл во «Фрей». 7 апреля в матче второго тура с «Сюрианска» дебютировал в Суперэттане, появившись на поле в стартовом составе.
В январе 2021 года подписал двухлетний контракт с «Вестеросом». Первую игру за новый клуб провёл 27 февраля в рамках группового этапа кубка Швеции против «Хальмстада». В розыгрыше турнира клуб дошёл до полуфинала, где уступил «Хеккену». В этой игре Эдлунд вышел на замену на 77-й минуте вместо Джастина Сэлмона. В январе 2022 года продлил контракт с клубом ещё на год. В сезоне 2023 года «Вестерос» занял первое место в турнирной таблице и вышел в Алльсвенскан. В конце года покинул команду в связи с истечением контракта.
29 января 2024 года перешёл в «Варберг». Впервые в составе команды появился на поле в кубковом матче с «Лулео».

## Клубная статистика
| Выступление      | Выступление      | Выступление      | Лига | Лига | Кубки | Кубки | Конт. кубки | Конт. кубки | Итого | Итого |
| Клуб             | Лига             | Сезон            | Игры | Голы | Игры  | Голы  | Игры        | Голы        | Игры  | Голы  |
| ---------------- | ---------------- | ---------------- | ---- | ---- | ----- | ----- | ----------- | ----------- | ----- | ----- |
| Фрей             | Суперэттан       | 2019             | 9    | 0    | 0     | 0     | 0           | 0           | 9     | 0     |
| Фрей             | Дивизион 1       | 2020             | 29   | 3    | 0     | 0     | 0           | 0           | 29    | 3     |
| Фрей             | Итого            | Итого            | 38   | 3    | 0     | 0     | 0           | 0           | 38    | 3     |
| Вестерос         | Суперэттан       | 2021             | 23   | 2    | 4     | 1     | 0           | 0           | 27    | 3     |
| Вестерос         | Суперэттан       | 2022             | 29   | 1    | 1     | 0     | 0           | 0           | 30    | 1     |
| Вестерос         | Суперэттан       | 2023             | 30   | 3    | 4     | 0     | 0           | 0           | 34    | 3     |
| Вестерос         | Итого            | Итого            | 82   | 6    | 9     | 1     | 0           | 0           | 91    | 7     |
| Варберг          | Суперэттан       | 2024             | 0    | 0    | 3     | 0     | 0           | 0           | 3     | 0     |
| Варберг          | Итого            | Итого            | 0    | 0    | 3     | 0     | 0           | 0           | 3     | 0     |
| Всего за карьеру | Всего за карьеру | Всего за карьеру | 120  | 9    | 12    | 1     | 0           | 0           | 132   | 10    |